# Медаль «В память короля Хокона VII»
Медаль «В память короля Хокона VII» – памятная государственная награда Королевства Норвегия.

## История
Король Норвегии Хокон VII скончался 21 сентября 1957 года. В его похоронах, которые прошли 1 октября 1957 года в Осло, приняли участие многие зарубежные политики, главы государств, члены королевских семей Европы. В память о столь скорбном событии была учреждена медаль «В память короля Хокона VII» в двух классах: золотой и серебряной.

## Описание
Медаль круглой формы из золота или серебра в зависимости от класса, с королевской геральдической короной на верху.
Аверс несёт на себе профильный портрет короля Хокона VII. По окружности надпись: «HAAKON VII NORGES KONGE».
На реверсе в центре королевская коронованная монограмма Хокона VII.
К короне прикреплено кольцо, при помощи которого медаль крепится к ленте.
 Лента медали шёлковая, муаровая, красного цвета с металлической планкой, на которой выбита дата: «1 OKTOBER 1957».